# Cross Talk
Albums de The Pretty Things
Savage Eye
(1976) Live at the Heartbreak Hotel
(1984)
Cross Talk est un album des Pretty Things sorti en 1980, après un hiatus de deux ans dans la carrière du groupe (1976-1978).

## Titres
Toutes les chansons sont de Phil May et Peter Tolson, sauf indication contraire.

### Face 1
1. I'm Calling – 4:06
2. Edge of the Night (May, Waller) – 3:19
3. Sea of Blue – 3:13
4. Lost That Girl (May) – 2:50
5. Bitter End (May, Povey) – 3:16

### Face 2
1. Office Love – 4:12
2. Falling Again (May, Waller) – 3:20
3. It's So Hard – 3:14
4. She Don't – 4:08
5. No Future – 4:28

### Titres bonus
Cross Talk a été réédité en 2000 chez Snapper, puis en 2002 chez Repertoire, avec trois titres bonus :
1. Wish Fulfillment – 3:05
2. Sea About Me (May, Tolson, Waller) – 3:22
3. The Young Pretenders (May, Povey, Tolson) – 4:05

## Musiciens
- Skip Alan : batterie
- Phil May : chant
- John Povey : chant, claviers
- Dick Taylor : guitare
- Peter Tolson : guitare
- Wally Waller : basse, guitare, chant